# Pleuraphodius hamoriae
Pleuraphodius hamoriae är en skalbaggsart som beskrevs av S. Endrödi 1973. Pleuraphodius hamoriae ingår i släktet Pleuraphodius och familjen Aphodiidae. Inga underarter finns listade i Catalogue of Life.